# Klíma (Héraklion)
Klíma, en grec moderne : Κλήμα, est un village du dème de Phaistos, en Crète, en Grèce. Selon le recensement de 2011, la population de Klíma compte 235 habitants. Il est situé à une altitude de 140 m et à 70 km de Héraklion.